# 187 (фільм)
«Один вісім сім» (англ. One Eight Seven) або «187» — американський кримінальний трилер 1997 року режисера Кевіна Рейнольдса.

## Сюжет
Тревор Гарфілд — вчитель природничих наук у середній школі в Брукліні. Денніс Бродвей, учень-гангстер, якому він поставив незадовільну оцінку, погрожує вбити його, пишучи число 187 (поліцейський код вбивства) на кожній сторінці підручника. Гарфілд повідомляє про своє занепокоєння адміністрації, але вона його ігнорує. Незабаром після цього Денніс влаштовує засідку на Гарфілда в шкільному коридорі і завдає йому кілька ударів заточкою в спину і бік.
Гарфілд виживає, і через п’ятнадцять місяців відновлює вчительську кар’єру вчителем на заміну. Він переїжджає в Лос-Анджелес і потрапляє до класу недисциплінованих учнів, серед яких банда чикано під назвою «Kappin' Off Suckers» (K.O.S.). Їхній лідер, Бенні Чакон, злочинець, який відвідує школу для умовно-дострокового звільнення, дає Гарфілду зрозуміти, що взаємної поваги не буде.
Напруга зростає, коли інша вчителька, Еллен Генрі, зізнається, що Бенні також погрожував її життю, але адміністрація школи відмовляється вживати заходів, побоюючись судових позовів. Після того, як Бенні холоднокровно вбиває конкурента, він зникає, а напарник Бенні, Сезар Санчес, стає лідером. Сезар продовжує кидати виклик спробам Гарфілда навести порядок, які починається з того, що Сезара саджають читати, але він не може прочитати підручник належним чином, а наступного дня краде годинник Гарфілда. Гарфілд повідомляє про це директору, який відмовляється діяти через страх перед позовом Сезара. Гарфілд повідомляє про це директору школи, який відмовляється діяти, побоюючись судового позову з боку Сезара. Гарфілд дізнається комбінацію до шафи Сезара і знаходить годинник.
Після кількох інших інцидентів Сезар вбиває собаку Еллен. Пізніше, розмалювавши мультяшне графіті із зображенням мертвого собаки, Сезар отримує поранення шприцом із морфієм, прикріпленим до кінця стріли. Він втрачає свідомість, а коли прокидається, то виявляє, що йому відрізали один з пальців. У лікарню надходить лист з його пальцем, на якому тепер витатуйовано "R U DUN" ("Ти закінчив?"). Це питання Гарфілд багато разів ставив до Сезара.
Пізніше Гарфілд стає свідком того, як Рита Мартінес, учениця, з якою він займається, зазнає знущань з боку K.O.S. Рита кидає школу, щоб уникнути знущань. Зрештою Гарфілда звільняють після того, як адміністрація дізнається, що він запросив Риту до себе додому на репетиторство через неприємні наслідки.
Мертве тіло Бенні знаходять у річці Лос-Анджелес. Сезар і K.O.S. вважають, що Гарфілд відповідальний за вбивство. Сезар і K.O.S., натхненні фільмом «Мисливець на оленів», заганяють Гарфілда в кут у його будинку, щоб не дати йому виїхати з міста після втрати роботи і змусити його зізнатися у вбивстві Бенні і відрізані пальця Сезару, що він і робить без жодних вагань. Вони змушують Гарфілда зіграти в російську рулетку з Сезаром. Сезар заряджає револьвер двома кулями. Після кожного раунду Гарфілд розповідає про безперспективний спосіб життя Сезара. На передостанньому раунді Гарфілд робить свій хід і виживає. Замість того, щоб передати зброю Сезару, Гарфілд робить наступний хід, і зброя вистрілює, миттєво вбиваючи себе. Керуючись почуттям честі та розлючений невдачею своєї помсти, Сезар наполягає на своєму, всупереч протестам переляканих друзів, і врешті-решт накладає на себе руки.
У день випуску Рита завершила навчання і успішно закінчила школу разом із тепер уже колишнім членом K.O.S. Стіві, який сповнений докорів сумління і розчарований життям у банді. Рита вшановує пам'ять Гарфілда, читаючи есе про нього. В есе піднімається тема піррової перемоги. Пако кидає школу, але затримується, щоб подивитися на випускний. Еллен подає у відставку і покидає школу.
У заключному тексті цитується опитування MetLife 1994 року, згідно з яким кожен дев’ятий вчитель зазнав нападу в школі, і 95 відсотків цих нападів були скоєні учнями, а також що фільм написаний учителем.

## Акторський склад
| Актор                    | Роль            |
| ------------------------ | --------------- |
| Семюел Лірой Джексон     | Тревор Гарфілд  |
| Джон Герд                | Дейв Чілдресс   |
| Келлі Равен              | Еллен Генрі     |
| Кліфтон Коллінз-молодший | Сезар           |
| Тоні Плана               | директор Гарсія |
| Каріна Арройаве          | Рита Мартінес   |
| Лобо Себастьян           | Бенні Чакон     |
| Method Man               | Денніс Бродвей  |

## Виробництво
Оригінальний сценарій у 1995 році написав Скотт Ягеманн, який сім років працював на заміні вчителем середньої школи Лос-Анджелеса. Він написав сценарій після інциденту, коли агресивний студент, який перейшов на іншу програму, погрожував вбити його та його родину. Ягеманн повідомив про погрозу владі, і студент був заарештований. Приблизно через тиждень його викликав окружний прокурор, щоб свідчити проти учня в суді, де учня переслідували за те, що рік тому він поранив помічника вчителя. Це роздратувало Ягеманна, якому не сказали про це заздалегідь, і спонукало його до написання сценарію. Він стверджував, що 90% матеріалу фільму засновано на інцидентах, які сталися з ним та іншими вчителями в реальному житті.